# Tom Nicholas
Thomas L. „Tom“ Nicholas (* 8. März 1938 in Philadelphia, Pennsylvania; † 16. Juni 2023) war ein amerikanischer Jazzschlagzeuger und Perkussionist.
Nicholas spielte während der Schulzeit in Philadelphia zunächst kurze Zeit Cello, bevor er sich dem Schlagzeug zuwandte. Bereits als Teenager spielte er in der Rhythm-’n’-Blues-Band von Jimmy McGriff. Nach dem Wehrdienst zog er nach San Francisco, wo er mit Kenny Burrell und Michael Howell Platten einspielte, aber auch mit Dewey Redman, John Handy, Pharoah Sanders und Eddie Moore arbeitete.
Anfang der 1970er-Jahre zog Nicholas nach New York, wo er regelmäßig in den Gruppen von George Coleman und dem Space Shuttle Omnibus von Eddie Moore arbeitete, aber auch mit Roland Prince und Kenny Barron aufnahm. 1977 zog er nach Europa und arbeitete mit Lou Blackburns Gruppe Mombasa und vor allem mit der von Peter Giger initiierten Family of Percussion.
Von seinem neuen Wohnsitz Darmstadt aus ging er mit Abdullah Ibrahim, Özay Fecht, Albert Mangelsdorff (mit Mesut Ali & Oriental Connection), Archie Shepp, Amina Claudine Myers, Wolfgang Lackerschmid, Carla Bley, Monty Waters, aber auch mit dem Vienna Art Orchestra auf Tourneen. Er spielte auch auf dem Montreux Jazz Festival, dem North Sea Jazz Festival, der Jazzwoche Burghausen, den Leverkusener Jazztagen, aber auch in Pori (Finnland).
In späteren Jahren arbeitete Nicholas mit der mit Anke Schimpf gegründeten Band Black & White Cooperation, mit der er mehrere Alben vorlegte, sowie in Jürgen Wuchners Band und der Gruppe des gambischen Koraspielers Aziz Kujateh. Daneben gab er Workshops und Privatunterricht.